# Varga Zoltán (koreográfus)
Varga Zoltán (Salánk, 1944. szeptember 29. –) magyar koreográfus, néptáncoktató, tánccsoport-vezető.

## Élete
1944-ben született Salánkon, szülőfalujában azonban mindössze néhány hetet élt, a családját ugyanis – miután apja a település jegyzőjeként működött – a közeledő szovjet front elől az ország belső részére, Tokod környékére telepítették. A következő évek a család számára vándorlással teltek, mígnem hosszabb időre is le tudtak telepedni, a Somogy megyei Balatonszentgyörgyön, majd nem sokkal később Keszthelyen. Varga Zoltán a középiskolai tanulmányait is ez utóbbi városban, a Vajda János Gimnáziumban végezte, majd 1962 és 1967 között a Budapesti Műszaki Egyetem Villamosmérnöki Karán tanult.
Közben, még diákként a Bartók Béla Táncegyüttes tagja lett (1964-től), ahol többek között Timár Sándor és Vásárhelyi László tanítványa, később az előbbinek asszisztense volt. 1978-ban elvégezte a Népművelési Intézet művészetoktatói tanfolyamát „B”, majd alkotóművészi munkássága elismeréseként „A” kategóriában is. 1979 és 1981 között a Népművelési Intézet Táncosztályának szakreferense, 1981 és 1991 között a Bartók Béla Táncegyüttes művészeti vezetőjeként és koreográfusaként dolgozott. 1990-1992 között a Magyar Táncművészeti Főiskola évfolyamvezető néptánc-módszertan tanára volt, és koreográfusként segítette az ország számos néptáncegyüttesét.
1992-ben a Magyar Állami Népi Együttes tánckarával megnyerte a Magyar Televízió Rábai Miklós koreográfus-versenyét. 1993-ban szakmai programot és tantervet dolgozott ki a Fóti Népművészeti Szakközépiskola számára, amely az ország első ilyen típusú iskolája volt, és azóta is működik. 1993 és 97 között az említett intézet szakképzésvezető tanára volt.
1994-ben költözött Solymárra, és a helyi művelődési ház részéről néhány éven belül felkérést kapott arra, hogy indítson a településen – ahol addig csak a sváb táncnak voltak valódi, szervezett keretei – feleségével, Lőrincz Beátával együtt magyar néptánccsoportot. 1995 óta ezért Solymáron is dolgozik, gyakorlatilag megszakítás nélkül: az első években az Apáczai Csere János Művelődési Ház gyermek néptánccsoportját vezette, majd 1999-ben megalapította a községben a Cédrus Táncegyüttest, illetve a Műhely Alapfokú Művészetoktatási Intézményt. 2000-ben a Magyar Állami Népi Együttes millenniumi műsorának, a Táncos Magyaroknak egyik koreográfus alkotója volt, a Magyar Állami Népi Együttes Művészeti Tanácsadó Testületének tagja.
Hetvenéves születésnapi köszöntése – mely egybeesett táncos pályája 50 éves jubileumának ünneplésével – 2014. szeptember 27-én zajlott a budapesti Művészetek Palotájában; az egész estés rendezvényen többek között közreműködött a Sebő és a Rojtos együttes, Herczku Ágnes és Heinczinger Miklós, a székelyföldi Hargita Nemzeti Székely Népi Együttes és mások; az ünnepeltet Potápi Árpád János nemzetpolitikáért felelős államtitkár és Kelemen László népzenész, a Hagyományok Háza igazgatója méltatta.
Varga Zoltán rendszeresen vesz részt zsűritagként magyar és nemzetiségi néptáncversenyeken egyaránt. Külföldi vendégszerepléseken vett részt Angliában, Ausztriában, Belgiumban, Brazíliában, Bulgáriában, Csehországban, Egyiptomban, Finnországban, Franciaországban, Hollandiában, Írországban, Izraelben, Litvániában, Luxemburgban, Németországban, Portugáliában, Szlovákiában, Törökországban, Tunéziában és Ukrajnában.

## Elismerései
- Magyar Érdemrend lovagkeresztje – 2018[1]

## Külső hivatkozások
- www.cedrustanc.hu